# رائف تركستاني
رائف تركستاني (ولد 30 يناير 1997[بحاجة لمصدر]) هو لاعب كاراتيه سعودي، حقق الميدالية الفضية في دورة الألعاب الآسيوية 2018.

## سجل المنافسة
| العام         | المسابقة                         | المكان        | المركز        | حدث                           | ملاحظة                                |
| يمثل السعودية | يمثل السعودية                    | يمثل السعودية | يمثل السعودية | يمثل السعودية                 | يمثل السعودية                         |
| ------------- | -------------------------------- | ------------- | ------------- | ----------------------------- | ------------------------------------- |
| 2018          | بطولة آسيا للكراتيه [الإنجليزية] | الأردن        | (برونزية)     | منافسات القتال تحت وزن 75 كغم | دورة الكبار الـ15                     |
| 2018          | دورة الألعاب الآسيوية 2018       | إندونيسيا     | (فضية)        | منافسات القتال تحت وزن 75 كغم | خاض النزال مع مُنافسه الإيراني "بهمان" |